# 納奈河

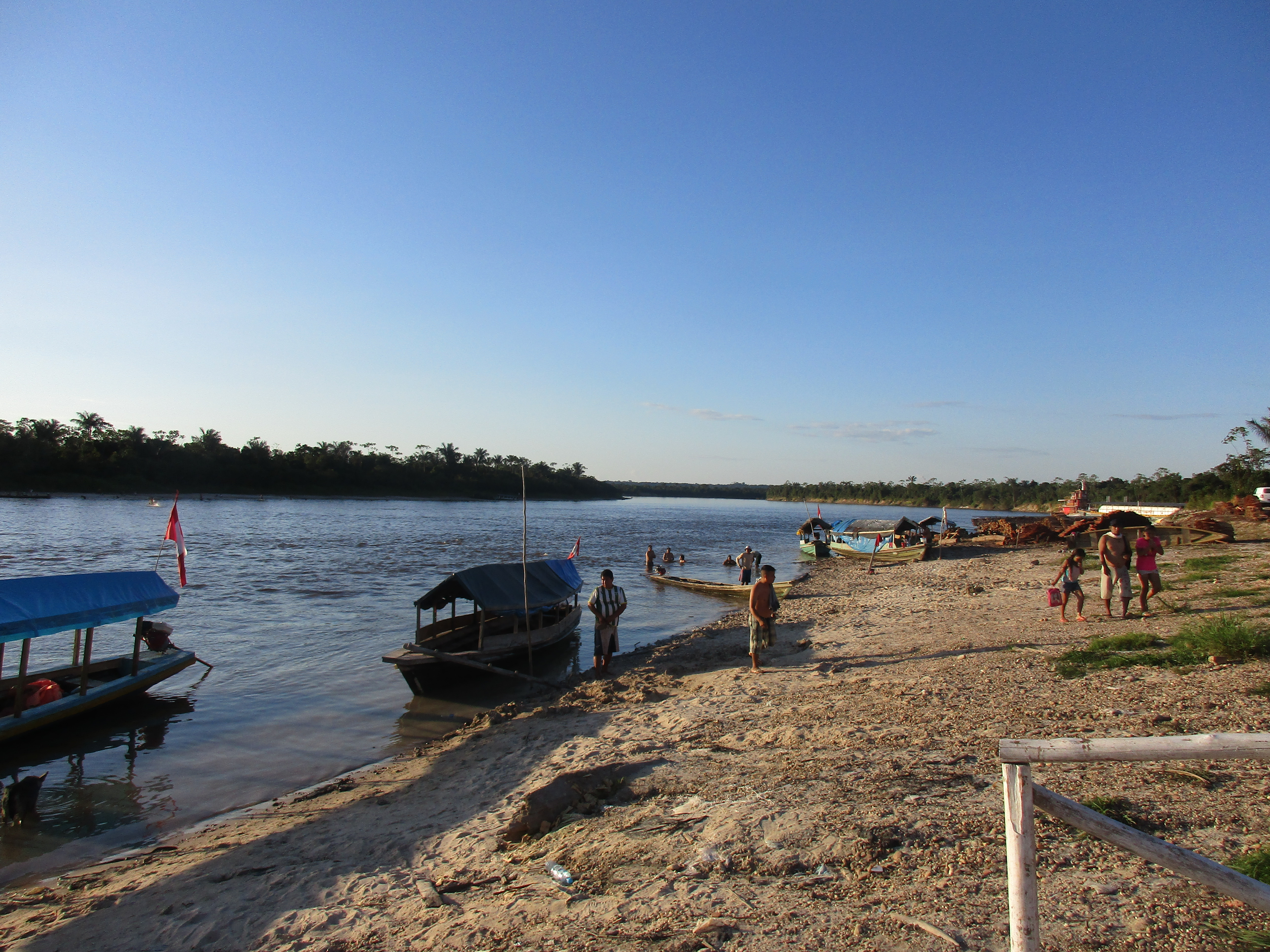
納奈河

納奈河（西班牙語：Río Nanay）是秘魯的河流，位於該國東北部洛雷託大區，河道全長315公里，屬於亞馬遜河的支流，流域面積17,600平方公里，平均流量每秒930立方米。
3°44′24″S 74°07′55″W / 3.74°S 74.132°W